# Großsteingrab Kulhusgården
Das Großsteingrab Kulhusgården war eine megalithische Grabanlage der jungsteinzeitlichen Nordgruppe der Trichterbecherkultur im Kirchspiel Draaby in der dänischen Kommune Frederikssund. Es wurde im 19. oder frühen 20. Jahrhundert zerstört.

## Lage
Das Grab befand sich in Kulhuse, einige Meter nördlich des Hauptgebäudes des heutigen Camping-Platzes.

## Forschungsgeschichte
Im Jahr 1873 führten Mitarbeiter des Dänischen Nationalmuseums eine Dokumentation der Fundstelle durch. Zu dieser Zeit war das Grab nur noch teilweise erhalten. Irgendwann später wurde es restlos abgetragen.

## Beschreibung
Die Anlage besaß eine Hügelschüttung unbekannter Form mit einem Umfang von etwa 50 Schritt (ca. 38 m). Von der Grabkammer waren 1875 noch drei Wandsteine erhalten. Zur Orientierung, den Maßen und der Form der Kammer liegen keine Angaben vor. An der Südostseite war der Kammer ein Gang vorgelagert, von dem 1875 noch einige Wandsteine erhalten waren.